# Eduardo Gutiérrez (actor de doblaje)
Eduardo Gutiérrez, nacido el 20 de mayo de 1962 en Borox (Toledo), es un actor y director de doblaje y teatro español que también ejerce de docente en el área del doblaje.
Obtuvo una nominación en el Festival Internacional de Cine de Gijón como mejor actor, y sus actividades interpretativas le han valido varios premios como los SIGNO, o su galardón a "Mejor adaptación para doblaje" en la 3ª edición de los Premios ATRAE.
Es la voz habitual de Seth MacFarlane, Tony Danza, Ewen Bremner, Pauly Shore, David Cross y Stewie Griffin en Padre de familia. Ha doblado más de mil películas y dirigido cientos de películas.

## Trayectoria profesional
Sus inicios en el ámbito profesional fueron en el mundo del teatro. Allí fue donde por primera vez se fijaron en su voz, lo que le llevó posteriormente frente al atril. Progresivamente iría alcanzando un numeroso listado de doblajes tanto para Cine como para TV. 
Entre sus trabajos más destacados como director de doblaje se encuentran las siguientes películas: American Beauty, El gran Lebowski, Armageddon (película), Asesinos natos, Harry Potter, X-Men, Algo pasa con Mary, Alvin y las ardillas, Bichos: una aventura en miniatura, Buscando a Nemo, El dilema, etc. Del mismo modo, en series de televisión resaltan: Padre de familia, American Dad!, El Show de Cleveland, Dexter, Empire (serie de televisión), entre otras muchas. Ha intervenido en más de 1000 títulos como actor de doblaje y dirigido cientos de películas y series. 
Entre sus doblajes destaca su labor como director y actor en la serie de animación Padre de familia. Su trabajo en la serie le valió el reconocimiento de "Mejor adaptación para doblaje" de TV en los Premios ATRAE en cuya 4ª edición formó parte del jurado .
En 2022 recibió el premio La magia de la voz, otorgado en connivencia con La voz de tu vida en defensa de la esencia del doblaje frente a lo artificial.